# Cv Bahiana (V-21)
O CV Bahiana (V-21) é um navio de guerra do tipo corveta, o quarto navio a ostentar esse nome na Marinha do Brasil.
As corvetas da Classe Imperial Marinheiro foram idealizadas e mandadas construir pelo Almirante Renato de Almeida Guillobel, em sua gestão a frente do Ministério da Marinha. Foi construído pelo estaleiro N.V. Scheepswerf Der Waal na Holanda. Teve sua quilha batida em 22 de outubro de 1953, lançado ao mar em 3 de novembro de 1954 e incorporado em 11 de junho de 1955. Naquela ocasião, assumiu o comando, o Capitão-de-Corveta Álvaro Soares Rodrigues de Vasconcelos. Foi baixado do serviço ativo em 2002 e colocado na reserva, onde deverá permanecer.